# سیارک ۹۶۴۵
سیارک ۹۶۴۵ (به انگلیسی: 9645 Grunewald، نامگذاری:1995AO4) نه هزار و ششصد و چهل و پنجمین سیارک کشف شده‌است که در ۵ ژانویه ۱۹۹۵ کشف شد.
قدر مطلق سیارک برابر ۱۳٫۳۰ است.